# Национальный парк Мариуса
Национальный парк Мариуса (исп. Parque nacional Mariusa) — национальный парк, расположенный в северо-восточной части Венесуэлы. Площадь парка составляет 3 310 км². Основан 5 июня 1991 года.
На территории парка находится значительная часть экорегиона заболоченных лесов, растущих в дельте Ориноко. Он расположен в центре дельты Ориноко, где самая большая река Венесуэлы впадает в Атлантический океан. 
Парк получил своё название от острова Мариуса на побережье. Этот круглый остров является частью затопляемых земель, находится между каньонами (протоками) Макарео и Мариуса.

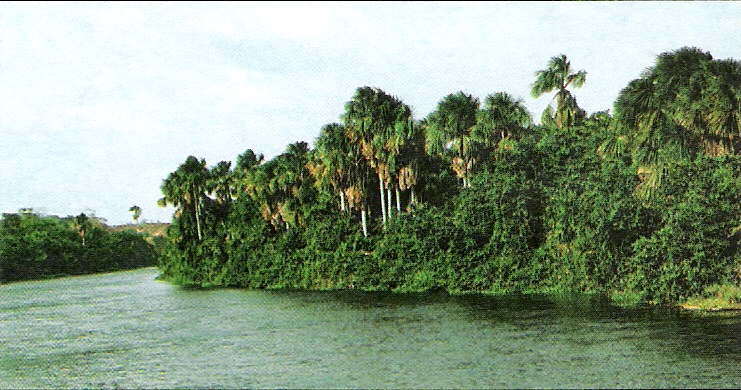
Каньо Макарео, Национальный парк Мариуса.

Самыми заметными особенностями этой области являются джунгли с уникальной фауной, и приливы, которые проходят вверх по каналам дельты. В национальном парке обитают 187 видов птиц.
Эта территория, где проживают индейцы варрау, находится в самой восточной части Венесуэлы и является результатом огромного осадочного накопления четвертичного происхождения. На протяжении многих столетий река образовывала одну из крупнейших дельт в мире — площадью около 40000 км².